# 上洋山
上洋山（英語：Sheung Yeung Shan）是香港新界東南部的一座山峰，位於清水灣半島北部，海拔250米，因山腳東部的上洋而得名。其南面為下洋山。
上洋山山頂設有香港數碼地面電視廣播之輔助發射站，服務清水灣半島、將軍澳及馬游塘等地。
上洋山亦為釣魚翁郊遊徑途經之處。